# 지수 적분 함수
수학에서 지수 적분 함수(指數積分函數, 영어: exponential integral function)은 특수 함수의 하나이며, {\displaystyle {\frac {{e}^{x}}{x}}}의 역도함수이다.

## 정의
0아닌 실수 {\displaystyle x}에 대하여, 지수 적분 함수 {\displaystyle \operatorname {Ei} (x)}은 다음과 같이 정의된다.
{\displaystyle \operatorname {Ei} (x)=-{\mathcal {P}}\int _{-x}^{\infty }{\frac {\exp(-t)}{t}}\,dt}
여기서 {\displaystyle {\mathcal {P}}}는 코시 주요값이다.
임의의 복소수 {\displaystyle x}에 대하여 이 함수를 해석적 연속으로 정의할 수 있다. 그러나 이 경우 음의 실수에서 분지절단이 생긴다.

## 성질
지수 적분 함수 {\displaystyle \operatorname {Ei} (z)}는 통상적으로 음의 실수에서 분지절단을 갖고, 다른 곳에서는 정칙함수이다. 또한, 다음 함수는 전해석 함수이다.
{\displaystyle \operatorname {Ei} (z)-\ln z}

### 급수
지수 적분 함수의 테일러 급수는 다음과 같다. 이는 0이 아닌 모든 실수에서 수렴한다.
{\displaystyle \operatorname {Ei} (x)=\gamma +\ln |x|+\sum _{k=1}^{\infty }{\frac {x^{k}}{(k+1)!}}\qquad x\in \mathbb {R} \setminus \{0\}}
이 식은 지수 적분 함수의 부정적분 정의 {\displaystyle \operatorname {Ei} (x)=\int {\frac {e^{x}}{x}}dx}에 {\displaystyle e^{x}={\frac {1}{0!}}+{\frac {x}{1!}}+{\frac {x^{2}}{2!}}+{\frac {x^{3}}{3!}}+...}를 대입한 뒤 적분해서 얻을 수 있다.

## 같이 보기
- 로그 적분 함수